# Grieken (financieel)
De grieken zijn in de financiële wereld de parameters die de risico's van opties en andere derivaten weergeven. De grieken geven aan wat de risico's zijn van een optie, maar ook grote posities met veel verschillende losse calls en puts over verschillende looptijden worden aangestuurd op deze variabelen - door alle grieken van de losse opties bij elkaar op te tellen. De impact van deze variabelen wordt weergegeven met letters uit het Griekse alfabet, vandaar de term grieken.

## Waarde van opties
De waarde van opties wordt bepaald door een beperkt aantal veranderlijke factoren.
- De stand van de onderliggende waarde (de beurskoers van de aandelen waarop de optie betrekking heeft)
- De hoogte van de verwachte volatiliteit
- De rentestand
- De tijd

## Delta
De delta (Δ) meet de gevoeligheid voor de verandering in prijs van de onderliggende waarde. Opties die diep in-the-money zijn zullen in sterke mate meebewegen met het aandeel, opties die nog geen intrinsieke waarde hebben zullen in kleinere mate meebewegen.
Voorbeelden:
- Een kortlopende Royal Dutch Shell 20 euro call zal met de stand van het aandeel op 29 euro een delta hebben van ongeveer 99. Als het aandeel een euro stijgt, wordt de call 99 cent per onderliggend aandeel duurder. Een optie heeft betrekking op 100 aandelen. Als het aandeel een euro stijgt, wordt de call dus 99 euro duurder.
- Een call met uitoefenprijs 32 zal ongeveer een delta hebben van 25. Als het aandeel een euro stijgt, wordt de call 25 cent per onderliggend aandeel duurder, dus per optie 25 euro duurder.

Delta wordt vaak uitgedrukt in een percentage, in deze voorbeelden respectievelijk 99% en 25%. Bij een onderliggende waarde van 100 stuks valt de "%" weg en wordt het de factor waarmee de waardeverandering per stuk van de onderliggende waarde wordt vermenigvuldigd om de waardeverandering van de optie te krijgen, in deze voorbeelden respectievelijk 99 en 25.
Bij een call-optie ligt delta tussen 0% en 100%, bij een put-optie tussen -100% en 0%.
Zie ook deltaneutraal.

## Gamma
De gamma (Γ) meet in welke mate de delta van een optie varieert bij een beweging in de onderliggende waarde. Het is de afgeleide van de delta. De gamma geeft aan in welke mate een handelaar, die zijn positie deltaneutraal wil houden, zijn hedge moet aanpassen bij bewegingen in de onderliggende waarde.
Voorbeeld:
- Een out-of-the-money call met een delta van 25, zal een hogere delta krijgen als het aandeel één euro stijgt, bijvoorbeeld 40. Dat betekent dat de gamma hier 15 is. Een handelaar die deze call verkocht heeft, en er 25 aandelen als dekking bij gekocht heeft, zal bij een stijging 15 aandelen moeten bijkopen.

## Theta
De thèta (Θ) geeft aan in welke mate een optie minder waard wordt naarmate de tijd verstrijkt. De thèta wordt uitgedrukt in waardevermindering van een optie per dag.

## Vega
De vega is geen Griekse letter, maar "ν" wordt gebruikt als aanduiding. Soms wordt ook de Griekse letter kappa gebruikt als alternatief. De vega geeft aan wat de gevoeligheid is voor veranderingen in de verwachte volatiliteit. Als de vega van een optie 2 is, dan houdt dat in dat de optie 2 euro meer waard wordt als de verwachte volatiliteit één procent stijgt.

## Rho
De rho (ρ) is de parameter die de gevoeligheid ten aanzien van de veranderingen van de rentestand aangeeft. Als een optie een rho van 0,5 heeft, dan wordt de optie 50 eurocent meer waard als de rente één procent stijgt.